# El hijo del crack
El hijo de crack és una pel·lícula de cinema sonor argentí, estrenada el 15 de desembre de 1953 al cinema Normandie de Buenos Aires. Va ser dirigida per Leopoldo Torres Ríos i el seu fill Leopoldo Torre Nilsson i protagonitzada per Armando Bó, Oscar Rovito i Miriam Sucre. En el repartiment hi participen importants jugadors de futbol professional de l'època com Mario Boyé, Tucho Méndez i Ángel Labruna i periodistes com Fioravanti.

## ircumstàncies
La pel·lícula reprèn el tema tractat a Pelota de trapo, també dirigida per Torres Ríos i protagonitzada per Armando Bó. És l'última en la qual Leopoldo Torres Ríos i Leopoldo Torres Nilsson, pare i fill, van treballar junts.

## Argument
Mario López (Oscar Rovito) és un nen, fill d'un crack de futbol (Armando Bó) en decadència. Viu un món conflictiu i dual. D'una banda, mentre el seu pare és repudiat pels simpatitzants, per ja no estar en condicions físiques per a jugar, ell, el sosté tractant de creure que només es tracta d'una caiguda passatgera; d'altra banda, la seva mare i el seu avi matern, rebutgen el món del futbol i del carrer, sostenint que es tracta d'un món primitiu i inadequat. Prenent forces en la fe i l'amor que el seu fill li té, el crack, torna a tenir un gran partit. Però l'esforç, li costa la vida.

## Actors
- Armando Bó, Héctor "Balazo" López (el crack)
- Oscar Rovito, Mario López (el fill del crack)
- Miriam Sucre, María del Carmen Alvarado de López (l'esposa del crack)
- Francisco Pablo Donadío, Alvarado (el sogre del crack)

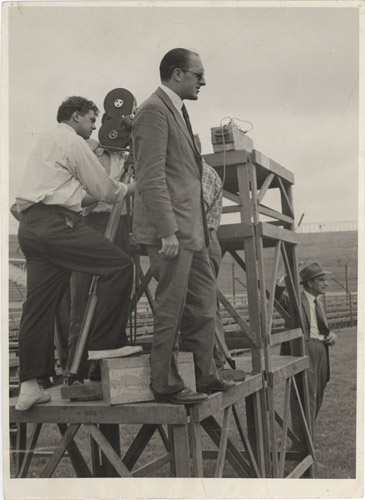
El director Leopoldo Torre Nilsson i el director de fotografia Enrique Wallfisch al rodatge

- Pedro Laxalt, El suicida
- Héctor Armendáriz
- Alberto Rinaldi
- Rolando Dumas
- Nelson de la Fuente
- Víctor Omar
- Reina Ortiz
- Carlos Benso
- José Núñez
- Fioravanti
- Omar Crucci
- Ernesto Bruno
- Ángel Labruna
- Carlos Locasi
- Alberto Britos
- Juan Carlos Musegne
- Norberto Méndez
- Bruce
- Pío Barraza
- P. E. Arias
- Antonio Amaya
- Walter Gómez
- José María Minella
- Julio Venini
- Trotelli
- Roberto E. Rolando
- Mario Boyé
- Pedro Dellacha
- José García Pérez
- Tiritico
- José Ramos
- Pablo Cumo

## Recepció
La International Film Guide va descriure la pel·lícula com una "obra purament comercial", a diferència de moltes altres pel·lícules de Torre Nilson com El crimen de Oribe (1950) i pel·lícules posteriors que eren més pel·lícules d'art amb atenció a temes, arguments i aspectes psicològics. Jorge Miguel Couselo al seu llibre de 1984 Historia del cine argentino va remarcar que "malgrat un guió pobre, [la pel·lícula] mostrava serietat" i va elogiar el talent i el rendiment d'Oscar Rovito interpretant el fill. Ricardo Oliveri al seu llibre de 1997 Cine argentino: crónica de 100 años va coincidir que Rovito havia aportat una bona actuació i va descriure la pel·lícula com un "producte agradable". L'Instituto de Literatura Argentina va destacar la forta presència del pare i el fill a la pel·lícula i va destacar els seus elements i la seva càrrega neorrealistes.